# مارتین بوکیست
مارتین بوکیست (انگلیسی: Martin Boquist؛ زادهٔ ۲ فوریهٔ ۱۹۷۷) بازیکن هندبال اهل سوئد است.